# Hurricane Eyes
Hurricane Eyes — седьмой студийный альбом японской хэви-метал-группы Loudness. Выпущен в августе 1987 года на лейбле Atco Records.

## Об альбоме
Благодаря выделяющимся хитам «Rock 'N Roll Gypsy» и «Rock This Way», альбом попал на 194 место в чартах США, вместе с тем, получив хорошие отзывы у фанатов, однако успеха
Thunder in the East он, равно как и вышедший годом ранее Shadows of War (Lightning Strikes), не повторил. Так же, как и альбом Disillusion, Hurricane Eyes был выпущен в 2 версиях — американской и японской. Изменен лишь порядок композиций и обложка.

## Список композиций
Все тексты написаны Минору Ниахарой, вся музыка — Акира Такасаки.
| №                   | Название               | Длительность |
| ------------------- | ---------------------- | ------------ |
| 1.                  | «S.D.I.»               | 4:15         |
| 2.                  | «This Lonely Heart»    | 4:08         |
| 3.                  | «Rock 'N Roll Gypsy»   | 4:22         |
| 4.                  | «In My Dreams»         | 4:30         |
| 5.                  | «Take Me Home»         | 3:16         |
| 6.                  | «Strike of the Sword»  | 3:50         |
| 7.                  | «Rock This Way»        | 4:07         |
| 8.                  | «In This World Beyond» | 4:26         |
| 9.                  | «Hungry Hunter»        | 4:08         |
| 10.                 | «So Lonely»            | 4:43         |
| Общая длительность: | Общая длительность:    | 41:45        |

## Участники записи
- Минору Ниахара — вокал;
- Акира Такасаки — гитара;
- Масаёси Ямасита — бас-гитара;
- Мунетака Хигути — ударные. R.I.P. 30/11/2008
- Тод Ховарт — бэк-вокал;
- Стив Джонстед — бэк-вокал;
- Дэвид Эйсли — бэк-вокал.
- Тори Свенсон — звукоинженер;
- Хидеми Накатани — ассистент звукоинженера;
- Тед Йенсен — мастеринг;
- Скотт Мабучи — миксинг.

## Переиздания
Альбом успешно переиздавался в 2001, 2005 и 2009 году.